# Pâte de verre
Pâte de verre (deutsch Glaspaste, mit anderem Namen Glasfluss) ist eine bei der Herstellung von mehrfarbigem Glas angewandte Technik und eine der Grundvarianten des neudeutsch „Fusing“ genannten Prozesses. Dabei wird eine kaltgeformte Paste aus Glaspulver und Farbstoffen in eine feuerfeste Form gefüllt und danach in einem Muffelofen gebrannt, wobei das Glas in die gewünschte Gestalt schmilzt. Zum Erreichen von polychromen Farbeffekten wird der Vorgang mit anderen Farben wiederholt.

## Geschichte
Die Technik war bereits im antiken Rom und in Ägypten bekannt. Besonders in der Zeit des Jugendstils und später in der Zeit des Art déco fand sie in Arbeiten von französischen Glaskünstlern wie Gabriel Argy-Rousseau, Henry Cros, Albert Dammouse, François Décorchemont, Amalric Walter, Émile Gallé und George Despret erneut künstlerische Verwendung. Die Kristallerie Daum, ein französischer Hersteller kommerzieller Glaswaren, produzierte zahlreiche Arbeiten aus Pâte de verre. Frederick Carder fertigte aus dem Material Glasstücke für die amerikanische Firma Steuben Glass Works.

## Technik
Zunächst wird fein zerkleinertes Glas mit einem Bindemittel wie beispielsweise Gummi arabicum, Wasser und mit Farbstoffen oder Emaillen vermischt. Die resultierende Paste wird mit einem Pinsel oder einem anderen geeigneten Werkzeug in eine feuerfeste Form gegeben und füllt zunächst die Bereiche aus, die sich reliefartig abheben sollen, und wird anschließend gebrannt. Danach wird der Hintergrund mit verschiedenen Farben auf eine Dicke von mehreren Millimetern aufgetragen und die Mitte der Form gefüllt, um ein Absacken der Paste zu verhindern. Argy-Rousseau füllte das Zentrum mit Asbestpulver. Die gefüllte Form wird bei etwa 800° Celsius erneut gebrannt, um die Glaspasten zu einem Stück zu verschmelzen. Nach dem Abkühlen wird die Form entfernt, wobei ihre einzelnen Teile entweder auseinandergezogen werden oder die Form vorsichtig zerstört wird. Hierauf kann das Glas poliert, graviert oder dekoriert werden.
Die Herstellung von Pâte de verre ist ein langsamer Prozess, der viel handwerkliches Geschick erfordert, um Blasen, Trübungen und Risse im Abkühlprozess zu vermeiden. Die Technik ermöglicht passgenaue Formen und akkurate Farbabstufungen im Werkstück, wie sie mit keinem anderen Glasbearbeitungsverfahren möglich sind.

## Beispiele

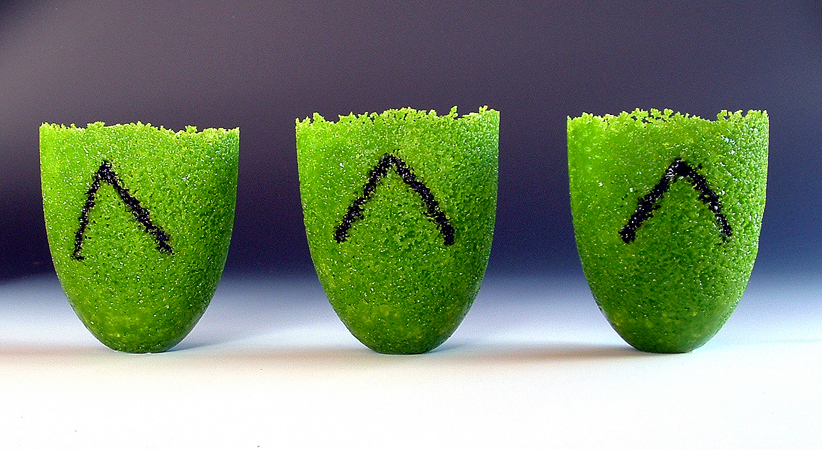
Drei Gefäße aus Pâte de verre der neuseeländischen Glaskünstlerin Sue Hawker.
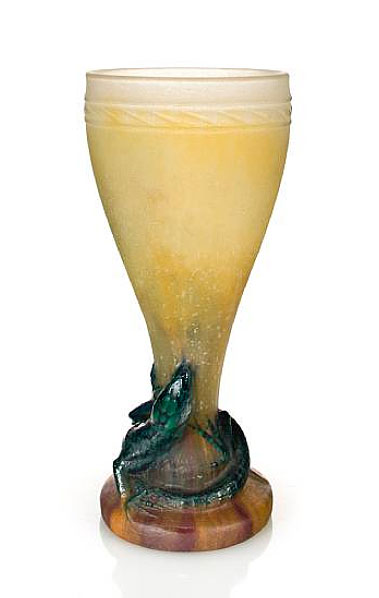
Vase mit Eidechse von Amalric Walter.
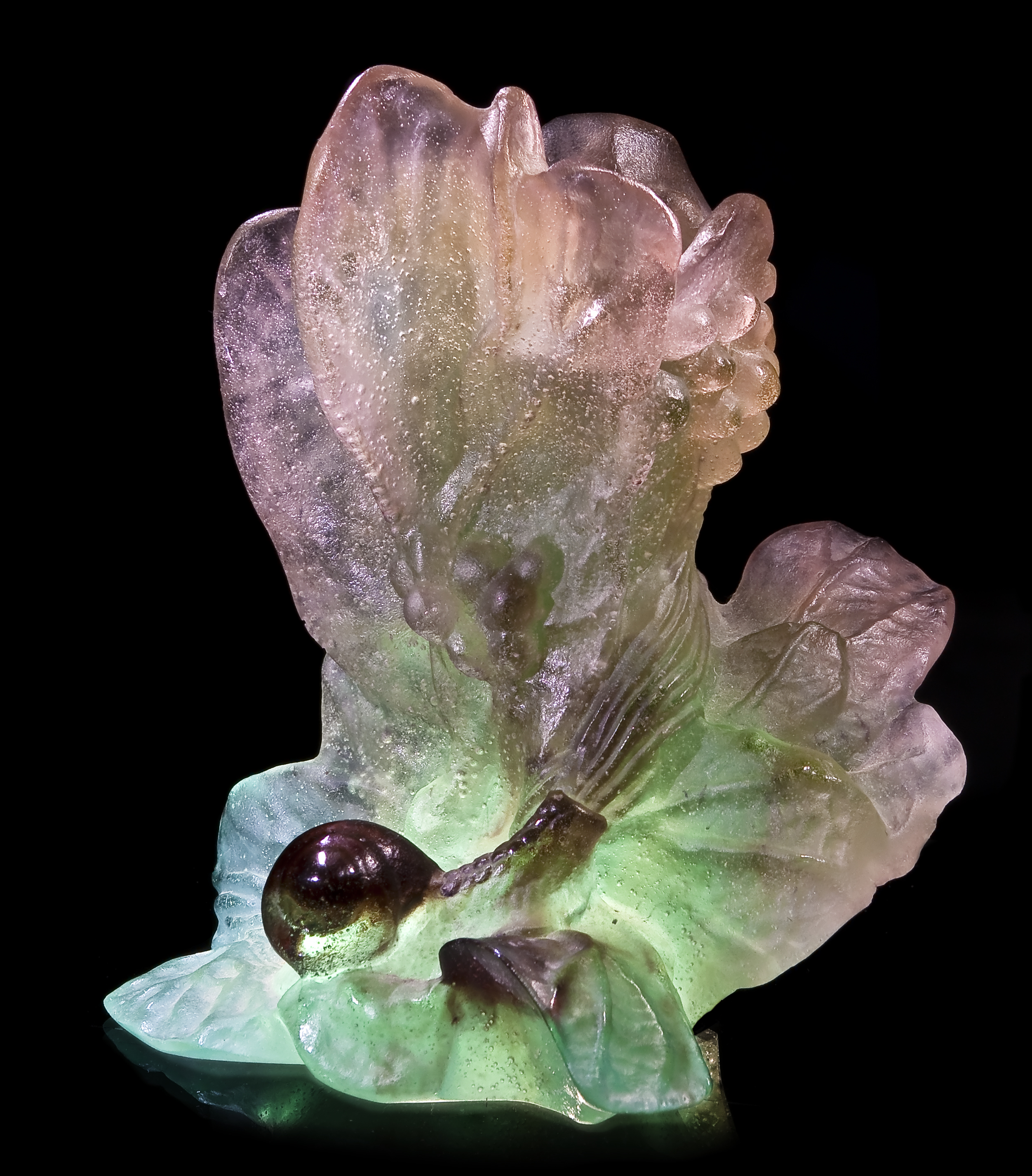
Kerzenhalter aus der Serie Nature, Kristallerie Daum.
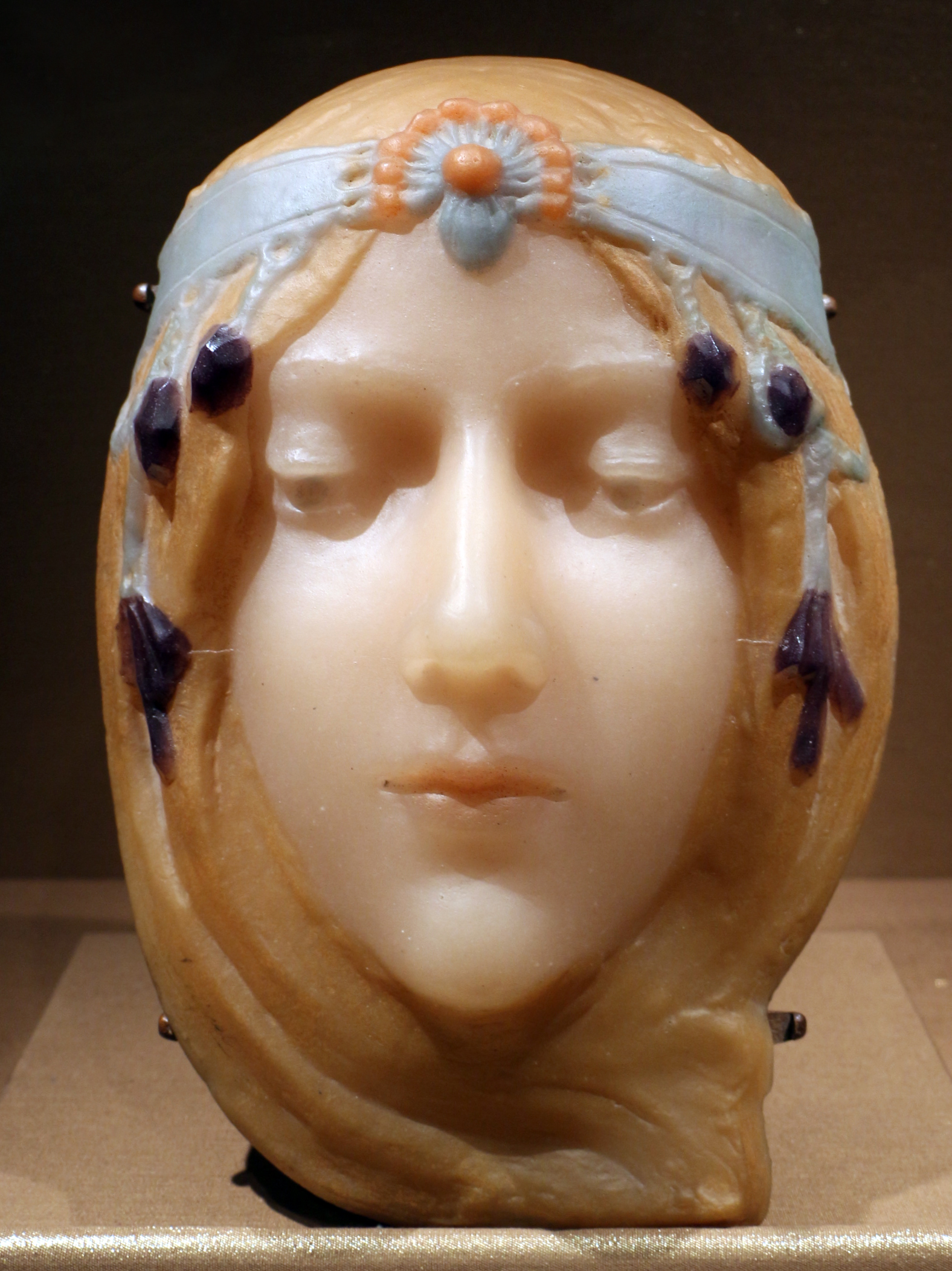
Kopf der Cléo de Mérode von Georges Despret, um 1907.
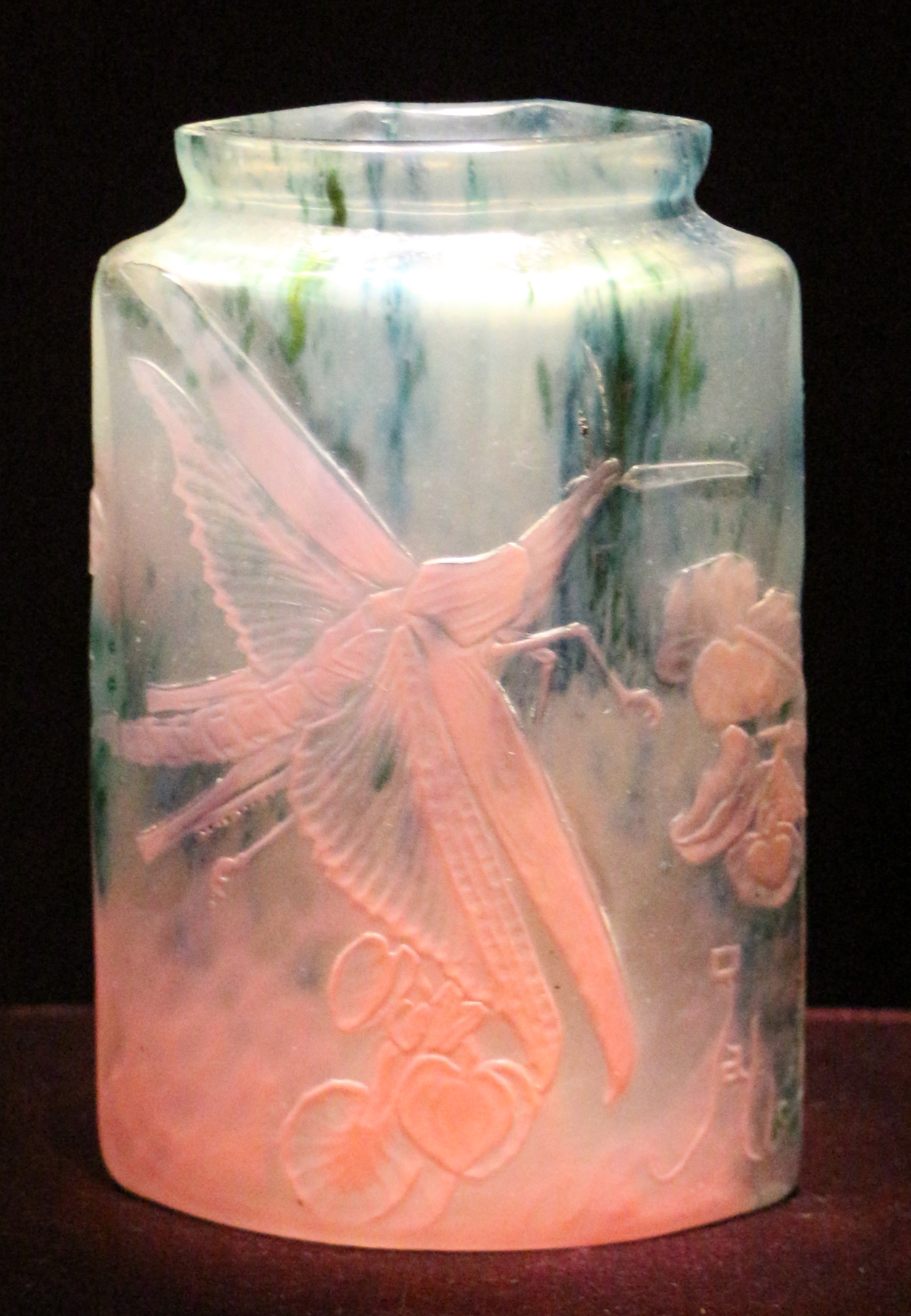
Vase von Émile Gallé, etwa 1900.
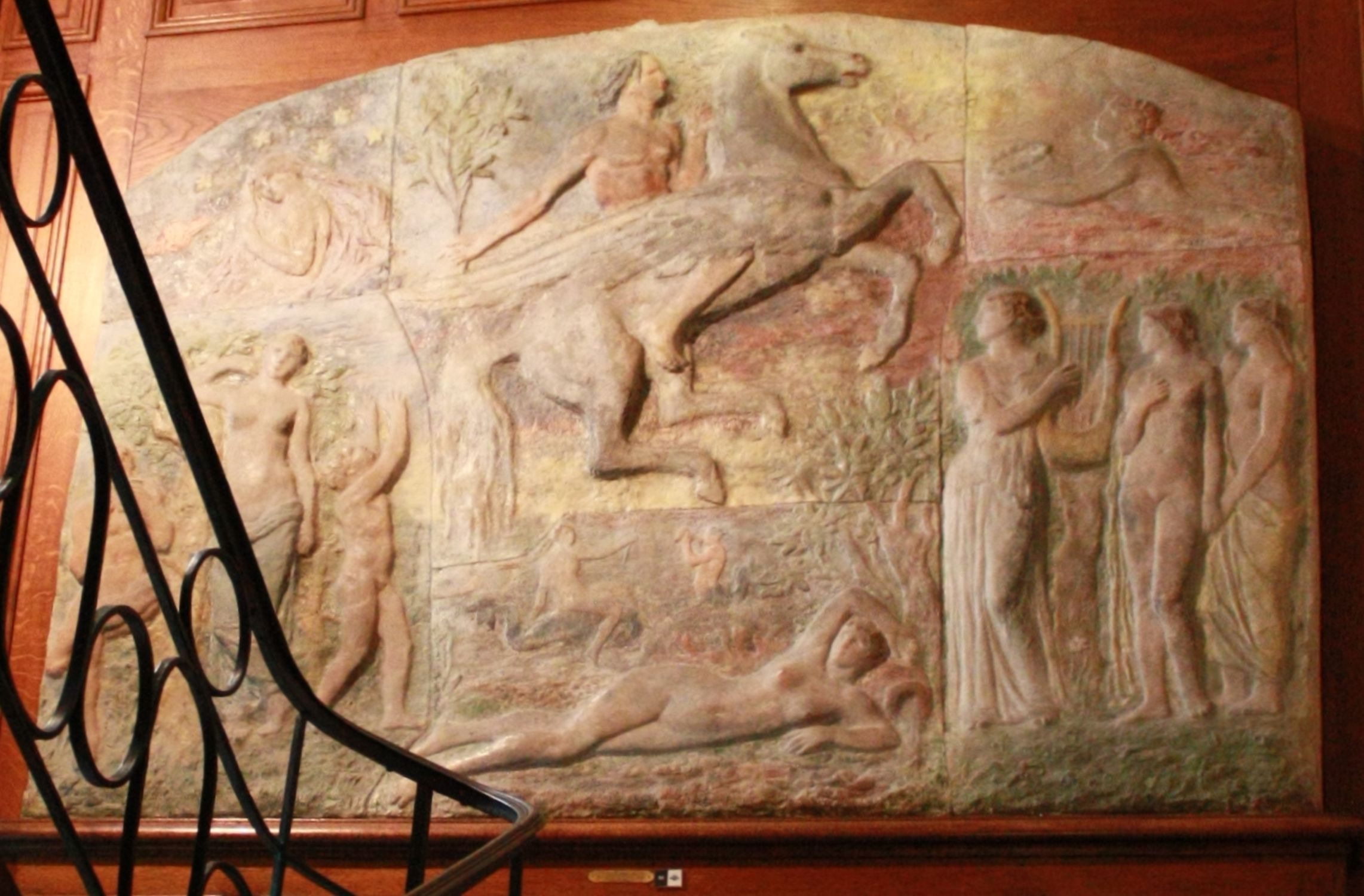
Apothéose de Victor Hugo von Henry Cros, 1905.
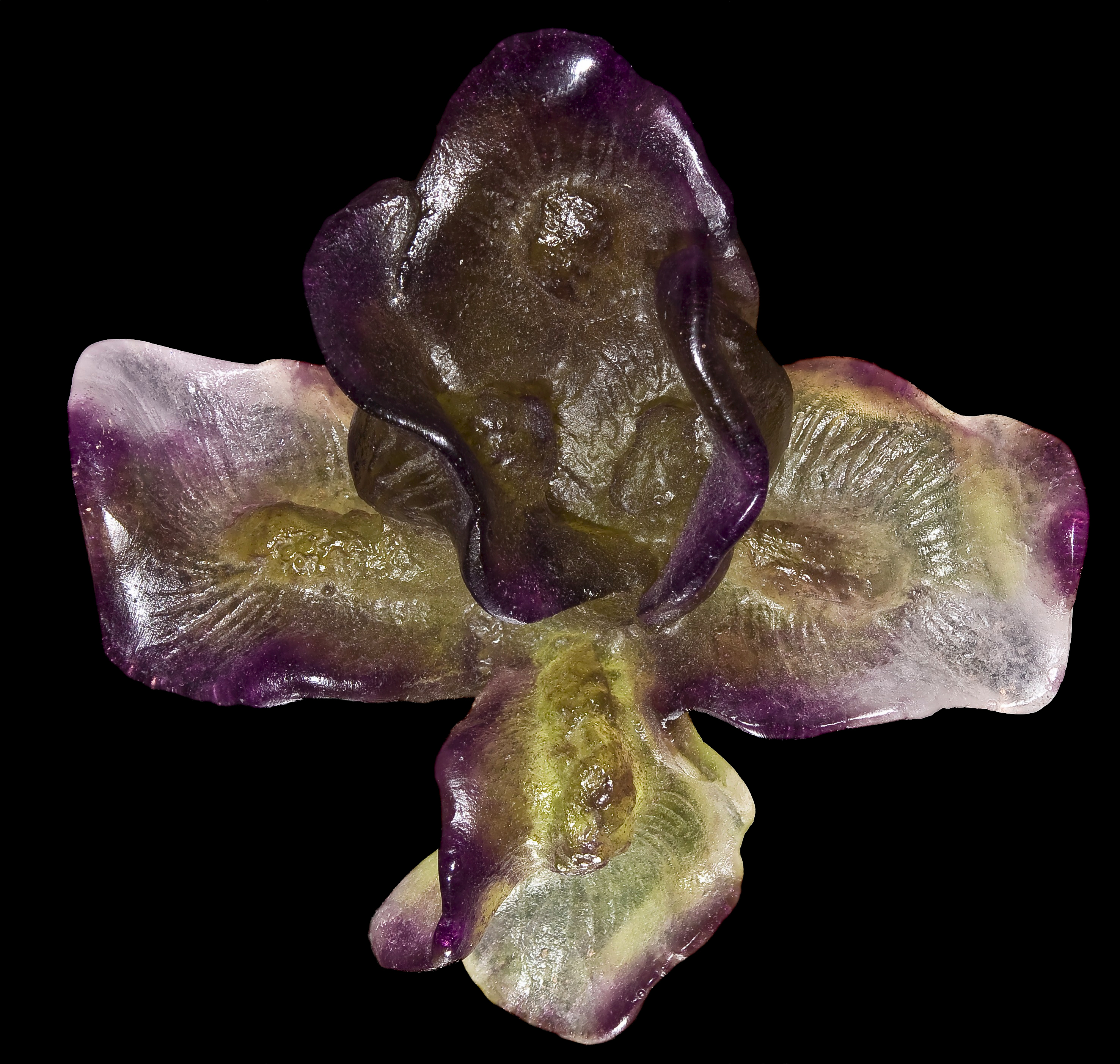
Iris, Kristallerie Daum.
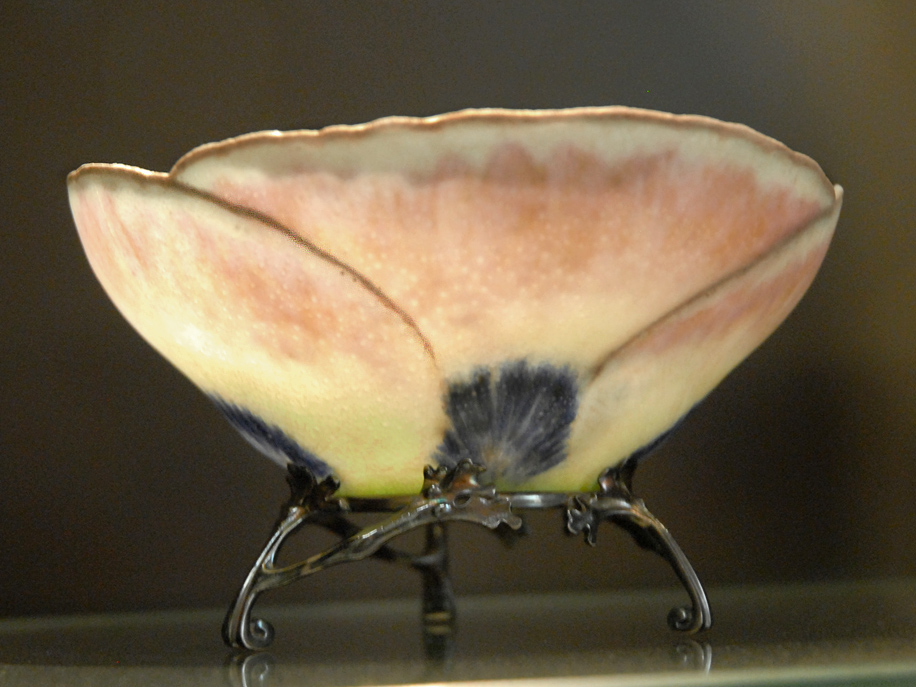
Schale von Albert Dammouse, 1910